# Nossa Senhora das Misericórdias
Nossa Senhora das Misericórdias est une freguesia portugaise de la municipalité d'Ourém située dans le District de Santarém.
Avec une superficie de 42,35 km2 et une population de 5 207 habitants (2001), la paroisse possède une densité de 123 hab/km2.

## Lieu d'intérêt
- Le château de Ourém